# Booka Shade
Booka Shade (Бука Шейд) — немецкая электронная группа, создана в 1995 году во Франкфурте, записывается на лейбле Get Physical Music. Знаменита своими композициями в жанре минимал-хауса. В 2008 году стала номинантом премии Beatport Music Awards.

## Творчество
Немецкий коллектив Booka Shade состоит из двух музыкантов: Вальтера Мерцигера и Арно Каммермейра, начинал под руководством основателя культового в 90-х звукозаписывающего лейбла Hearthouse и владельца знакового для 2000-х клуба Cocoon, Свена Фэта. Но с тех пор Вальтер Мерцигер и Арно Каммермейр ушли далеко вперёд. Записав такие шедевры как «Body Language», они в одночасье превратились в ведущих мелодистов техно-сцены. Некоторые диджеи даже приравнивают продукцию Get Physical к отдельному направлению: настолько звук, создаваемый его артистами, отличается от всего остального. Музыка Booka Shade впитала влияние самых разных стилей: от регги до мрачного трип-хопа, Tricky и garage-музыки как в треке «Mandarine Girl» до эмбиента в треке «Lost High», завершающем их альбом «Movements».
В 2004—07 г.г. группа также сотрудничала с ещё одним немецким проектом M.A.N.D.Y., создавая ремиксы на композиции друг друга.

## Дискография

### Альбомы
- 2004 Memento
- 2006 Movements
- 2007 DJ-Kicks album[1]
- 2008 Movements - The Tour Edition'' + Live DVD
- 2008 The Sun & the Neon Light
- 2010 More!
- 2013 Eve
- 2017 Galvany Street
- 2018 Cut the Strings
- 2020 «Dear Future Self»

### Синглы
- 1995 «Kind of Good»
- 1996 «Silk»
- 2004 «Every Day in My Life» (Marc Romboy vs. Booka Shade)
- 2004 «Stupid Questions»
- 2004 «Vertigo / Memento»
- 2005 «Body Language» (M.A.N.D.Y. vs. Booka Shade)
- 2005 «Mandarine Girl»
- 2005 «Memento Album Remixes»
- 2006 «Darko»
- 2006 «In White Rooms»
- 2006 «Night Falls»
- 2006 «Played Runner» (DJ T. vs. Booka Shade)
- 2007 «Body Language» (M.A.N.D.Y. vs. Booka Shade) (remixes)
- 2007 «Tickle / Karma Car»
- 2007 «Numbers (DJ Kicks)»
- 2008 «Charlotte»
- 2008 «Donut» (M.A.N.D.Y. vs. Booka Shade)
- 2010 «Bad Love»
- 2010 «Teenage Spaceman»
- 2010 «Regenerate»

## Ремиксы
- 1996 Blue Fiction — «When the Girl Dances»
- 1996 Natural Born Grooves — «Forerunner»
- 1996 Solid — «Fall Down on Me»
- 1996 Smokin Beats — «Disco Dancin»
- 1996 Taucher — «Happiness»
- 2004 Freeform Five — «Strangest Things» (M.A.N.D.Y. Remix)
- 2004 Joakim — «Come into My Kitchen» (M.A.N.D.Y. Remix)
- 2005 Moby — «Dream About Me»
- 2005 Tahiti 80 — «Big Day»
- 2005 Fischerspooner — «Just Let Go» (M.A.N.D.Y. Remix)
- 2005 Chelonis R. Jones — «Middle Finger Music»
- 2005 The Juan MacLean — «Tito’s Way»
- 2005 The Knife — «Pass This On» (M.A.N.D.Y. Knifer Mix)
- 2005 Mylo — «In My Arms» (M.A.N.D.Y. Remix)
- 2005 Rex the Dog — «Prototype» (M.A.N.D.Y. Remix)
- 2006 Depeche Mode — «Martyr» (Booka Shade Travel Mix/Booka Shade Full Vocal Mix Edit/Booka Shade Dub Mix)
- 2006 Hot Chip — «(Just Like We) Breakdown» (Booka Shade Dub Mix/Booka Shade Vox Mix)
- 2006 The Knife — «Marble House» (Booka Shade’s Remix/Booka Shade’s Polar Light Remix/Booka Shade’s Polar Light Dub)
- 2006 Lindstrøm — «I Feel Space» (M.A.N.D.Y. Remix)
- 2006 Mylo — «Muscle Car» (DJ T. Remix)
- 2006 Rockers Hi-Fi — «Push Push» (M.A.N.D.Y. Pusher Remix)
- 2006 Spektrum — «May Day» (DJ T. Remix)
- 2006 Tiefschwarz feat. Tracey Thorn — «Damage» (M.A.N.D.Y. Rmx/M.A.N.D.Y. Dub Mix)
- 2006 Yello — «Oh Yeah»
- 2007 Azzido Da Bass — «Lonely By Your Side»
- 2007 Tiga — «3 Weeks» (Booka Shade Vocal Mix/Booka Shade Dub)
- 2007 Dave Gahan — Kingdom (Booka Shade Club Mix)
- 2007 will.i.am — Get Your Money
- 2009 Moderat — Rusty Nails (Booka Shade Remix)